# Lincoln Highway
La Lincoln Highway est l'une des premières autoroutes transcontinentales américaines pour véhicules motorisés, reliant les côtes est et ouest des États-Unis. L'entrepreneur Carl G. Fisher a été à l'origine du projet, dès septembre 1912. La route s'étendait sur 5 400 km de Times Square à New York jusqu'au Lincoln Park de San Francisco, passait en 1928 dans 14 États (New York, New Jersey, Pennsylvanie, Ohio, Indiana, Illinois, Iowa, Nebraska, Colorado, Wyoming, Utah, Nevada, et Californie), et, au total, dans 128 comtés et plus de 500 villes et villages.